# マルセリーノ・ベルナル
マルセリーノ・ベルナル・ペレス（Marcelino Bernal Pérez、1962年5月27日 - ）は、メキシコの元サッカー選手。元メキシコ代表。ポジションはミッドフィールダー。

## 来歴
1988年にメキシコ代表デビュー。1994 FIFAワールドカップでは全4試合に出場、グループステージ3戦目・イタリア戦では同点ゴールを決めた。1998 FIFAワールドカップにも出場した。メキシコ代表で64試合に出場、5得点をあげた。

## 代表歴

### 出場大会
- メキシコ代表
  - 1994 FIFAワールドカップ
  - 1998 FIFAワールドカップ

### 試合数
- 国際Aマッチ 64試合 5得点（1988年-1998年）[1]

| メキシコ代表 | 国際Aマッチ | 国際Aマッチ |
| 年           | 出場        | 得点        |
| ------------ | ----------- | ----------- |
| 1988         | 1           | 0           |
| 1989         | 0           | 0           |
| 1990         | 3           | 0           |
| 1991         | 2           | 0           |
| 1992         | 8           | 4           |
| 1993         | 7           | 0           |
| 1994         | 10          | 1           |
| 1995         | 12          | 0           |
| 1996         | 5           | 0           |
| 1997         | 9           | 0           |
| 1998         | 7           | 0           |
| 通算         | 64          | 5           |